# 126246 Losignore

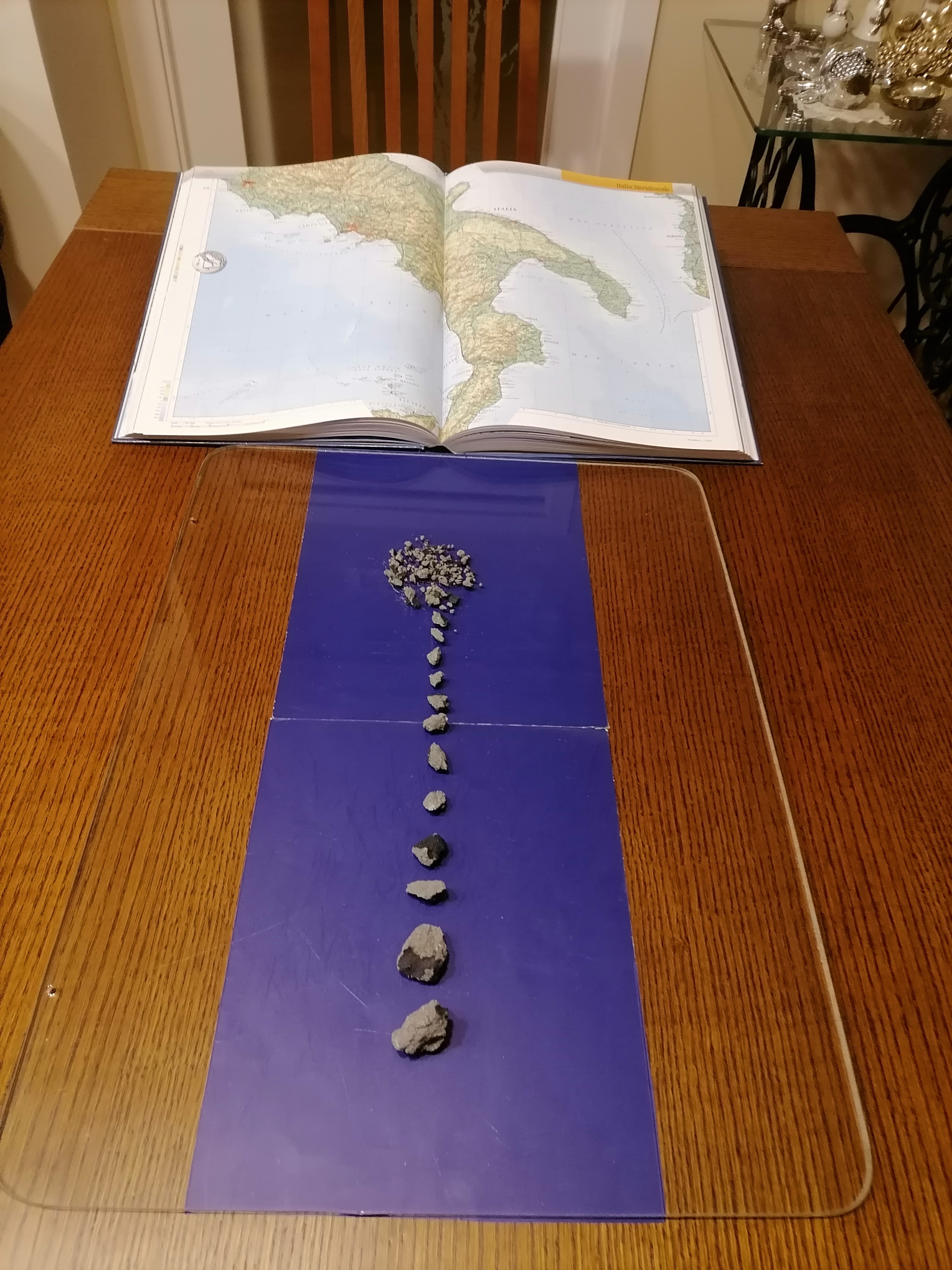
I primi frammenti raccolti del Meteorite Matera - luogo casa Losignore - 14 febbraio 2023

126246 Losignore è un asteroide della fascia principale. Scoperto nel 2002, presenta un'orbita caratterizzata da un semiasse maggiore pari a 2,799398 UA e da un'eccentricità di 0,042884, inclinata di 6,717443° rispetto all'eclittica.
L'asteroide Losignore è lungo 3 km e distante dal pianeta Terra circa 3,65 AU.
È dedicato ai fratelli astrofili Gianfranco e Giuseppe Losignore, in seguito al prezioso ritrovamento nonchè al merito di aver riconosciuto i frammenti di un meteorite precipitato nella loro proprietà a nord della città dei Sassi, Matera in Italia e di averne raccolto i frammenti con accortezza consegnando il materiale extraterrestre al projet-office di Prisma e dell' I.N.A.F.